# Jutta Resch-Treuwerth
Jutta Resch-Treuwerth (* 30. April 1941 in Berlin-Tiergarten; † 18. Februar 2015 in Lauchhammer) war eine deutsche Journalistin sowie Ehe- und Familienberaterin.

## Leben
Jutta Resch-Treuwerth hatte nach der Schule zunächst in Leipzig Journalistik studiert. Nach dem Abschluss volontierte sie bei der FDJ-Zeitung Junge Welt und war für die Rubriken Schule, Studium und Lehre zuständig. Ab 1971 übernahm sie die Kolumne Unter vier Augen und beantwortete hier Leserbriefe zu Sexualfragen (nach eigenen Angaben sollen es im Zeitraum 1971 bis 1992 rund 22.000 Anfragen gewesen sein). Jutta Resch-Treuwerth wurde so in der DDR eine bekannte Beraterin zu Fragen der Partnerschaft und Sexualität. Ab Mitte der 1980er Jahre war sie in Hohen Neuendorf bei Berlin auch als Ehe- und Familienberaterin tätig. Am 5. Oktober 1981 wurde Jutta Resch-Treuwerth mit dem Vaterländischen Verdienstorden in Bronze ausgezeichnet.
Im Jahre 1992, als nach der Wende große politische Umbrüche erfolgten, verließ sie die Zeitung Junge Welt und arbeitete zunächst als freie Beraterin für verschiedene Medien. 1996 gründete sie eine Partnervermittlungsagentur in ihrem Wohnort Hohen Neuendorf. Für den Regionalsender Ruppin Prignitz TV moderierte sie den Familienratgeber Unter vier Augen. Für den Berufsverband der Partnervermittler war sie Ansprechpartner für den Bereich Brandenburg. Nebenbei arbeitete sie als Gastkolumnistin für verschiedene regionale Zeitungen. Ab März 2013 veröffentlichte sie wieder unter dem bekannten Titel Unter vier Augen eine regelmäßige Kolumne in der jungen Welt.
Resch-Treuwerth erlag am 18. Februar 2015 einem langjährigen Krebsleiden. Ihre letzte Ruhestätte fand sie in Hohen Neuendorf auf dem Friedhof an der Birkenwerderstraße.

## Werke
- 1982: Leben zu Zweit, Verlag Neues Leben, Berlin
- 1986: Verliebt, verlobt, verheiratet , Verlag Neues Leben, Berlin
- 1986: Ich hab dich lieb – Briefgeschichten, Verlag Junge Welt, Berlin, ISBN 3-7302-0018-6.
- 1987: Vierzehn geworden, Verlag Neues Leben, Berlin, ISBN 3-355-00487-1.
- 1988: ich und du & und du und ich. Mit Fotos von Jürgen Graetz. Verlag Junge Welt, Berlin
- 2001: Unter vier Augen, Schwarzkopf & Schwarzkopf, Berlin, ISBN 978-3-89602-063-5
- 2011: Warum denn nicht, Verlag Neues Leben, Berlin, ISBN 978-3-355-01786-2.